# Danh sách cầu thủ tham dự giải vô địch bóng đá U-21 châu Âu 2002
Các cầu thủ in đậm từng thi đấu cho đội tuyển quốc gia.

## Bảng 1

### Anh
Huấn luyện viên:  David Platt

| Số | VT | Cầu thủ           | Ngày sinh (tuổi)   | Trận | Bàn | Câu lạc bộ             |
| -- | -- | ----------------- | ------------------ | ---- | --- | ---------------------- |
| 1  | TM | Paul Robinson     | 15 October 1979    |      |     | Leeds United           |
| 2  | HV | Luke Young        | 19 July 1979       | 17   | 1   | Charlton Athletic      |
| 3  | HV | Paul Konchesky    | 15 May 1981        | 15   | 0   | Charlton Athletic      |
| 4  | TV | Sean Davis        | 20 September 1979  | 12   | 1   | Fulham                 |
| 5  | HV | Martin Taylor     | 9 November 1979    | 1    | 0   | Blackburn Rovers       |
| 6  | HV | Gareth Barry      | 23 February 1981   | 27   | 2   | Aston Villa            |
| 7  | TV | David Dunn        | 27 December 1979   | 20   | 3   | Blackburn Rovers       |
| 8  | TV | Jonathan Greening | 2 January 1979     | 17   | 3   | Middlesbrough          |
| 9  | TĐ | Malcolm Christie  | 11 April 1979      | 11   | 3   | Derby County           |
| 10 | TĐ | Jermain Defoe     | 7 October 1982     |      |     | West Ham United        |
| 11 | TV | Jermaine Pennant  | 15 January 1983    | 24   | 0   | Arsenal                |
| 12 | HV | Chris Riggott     | 1 September 1980   | 9    | 0   | Derby County           |
| 13 | TM | Stuart Taylor     | 28 November 1980   | 3    | 0   | Arsenal                |
| 14 | TV | David Prutton     | 12 September 1981  | 25   | 0   | Nottingham Forest      |
| 15 | TV | Jermaine Jenas    | 18 February 1983   | 9    | 0   | Newcastle United       |
| 16 | TV | Scott Parker      | 13 October 1980    | 11   | 0   | Charlton Athletic      |
| 17 | TV | Alan Smith        | 28 October 1980    | 10   | 3   | Leeds United           |
| 18 | HV | Zat Knight        | 2 May 1980         | 4    | 0   | Fulham                 |
| 19 | TĐ | Peter Crouch      | 30 January 1981    | 6    | 1   | Aston Villa            |
| 20 | TĐ | Bobby Zamora      | 16 January 1981    | 6    | 0   | Brighton & Hove Albion |
| 21 | TĐ | Shola Ameobi      | 12 October 1981    | 20   | 7   | Newcastle United       |
| 22 | TM | Stephen Bywater   | 7 tháng 6 năm 1981 | 6    | 0   | West Ham United        |

### Ý
Huấn luyện viên:  Claudio Gentile
Số lần ra sân và tuổi tính đến ngày 17 tháng 5 năm 2002, trước khi giải đấu khởi tranh

| Số | VT | Cầu thủ                | Ngày sinh (tuổi)             | Trận | Bàn | Câu lạc bộ     |
| -- | -- | ---------------------- | ---------------------------- | ---- | --- | -------------- |
| 1  | TM | Generoso Rossi         | 3 January 1979 (age 23)      | 12   | 0   | Venezia        |
| 2  | HV | Daniele Bonera         | 31 May 1981 (age 20)         | 12   | 0   | Brescia        |
| 3  | HV | Gianpaolo Bellini      | 27 March 1980 (age 22)       | 12   | 0   | Atalanta       |
| 4  | HV | Matteo Ferrari         | 5 December 1979 (age 22)     | 23   | 3   | Internazionale |
| 5  | HV | Paolo Cannavaro        | 26 tháng 6 năm 1981 (age 20) | 3    | 0   | Parma          |
| 6  | TV | Massimo Donati         | 26 March 1981 (age 21)       | 13   | 1   | Milan          |
| 7  | TV | Marco Marchionni       | 22 July 1980 (age 21)        | 14   | 2   | Parma          |
| 8  | TV | Matteo Brighi          | 14 February 1981 (age 21)    | 7    | 0   | Juventus       |
| 9  | TĐ | Massimo Maccarone      | 6 September 1979 (age 22)    | 11   | 8   | Empoli         |
| 10 | TV | Andrea Pirlo (c)       | 19 May 1979 (age 22)         | 36   | 15  | Milan          |
| 11 | TĐ | Emiliano Bonazzoli     | 20 January 1979 (age 23)     | 14   | 7   | Parma          |
| 12 | TM | Vitangelo Spadavecchia | 25 November 1982 (age 19)    | 0    | 0   | Bari           |
| 13 | HV | Paolo Castellini       | 25 March 1979 (age 23)       | 8    | 0   | Torino         |
| 14 | HV | Dario Dainelli         | 9 tháng 6 năm 1979 (age 22)  | 1    | 0   | Brescia        |
| 15 | HV | Stefano Lucchini       | 2 October 1980 (age 21)      | 10   | 0   | Ternana        |
| 16 | HV | Cesare Natali          | 5 April 1979 (age 23)        | 0    | 0   | Atalanta       |
| 17 | TV | Manuele Blasi          | 17 August 1980 (age 21)      | 2    | 0   | Perugia        |
| 18 | TV | Fabio Gatti            | 4 January 1982 (age 20)      | 1    | 0   | Perugia        |
| 19 | TV | Giampiero Pinzi        | 11 March 1981 (age 21)       | 2    | 0   | Udinese        |
| 20 | TĐ | Andrea Caracciolo      | 18 September 1981 (age 20)   | 0    | 0   | Brescia        |
| 21 | TĐ | Vincenzo Iaquinta      | 21 November 1979 (age 22)    | 8    | 1   | Udinese        |
| 22 | TM | Ivan Pelizzoli         | 18 November 1980 (age 21)    | 7    | 0   | Roma           |

### Bồ Đào Nha
Huấn luyện viên: Agostinho Oliveira

| Số | VT | Cầu thủ         | Ngày sinh (tuổi)   | Trận | Bàn | Câu lạc bộ           |
| -- | -- | --------------- | ------------------ | ---- | --- | -------------------- |
| 1  | TM | Sérgio Leite    | 16 August 1979     |      |     | Boavista             |
| 2  | HV | Briguel         | 8 March 1979       |      |     | Marítimo             |
| 3  | HV | Vasco Faisca    | 27 August 1980     |      |     | Vicenza              |
| 4  | HV | Tonel           | 13 April 1980      |      |     | Académica de Coimbra |
| 5  | HV | Jorge Ribeiro   | 9 November 1981    |      |     | Benfica              |
| 6  | TV | Ednilson        | 25 September 1982  |      |     | Benfica              |
| 7  | TV | Cândido Costa   | 30 May 1981        |      |     | Porto                |
| 8  | TV | Hugo Viana      | 15 January 1983    |      |     | Sporting CP          |
| 9  | TĐ | Hélder Postiga  | 2 August 1982      |      |     | Porto                |
| 10 | TV | Paulo Costa     | 5 December 1979    |      |     | Reggina              |
| 11 | TĐ | Filipe Teixeira | 2 October 1980     |      |     | Istres               |
| 12 | TM | Márcio Santos   | 5 May 1979         |      |     | Académica de Coimbra |
| 13 | HV | Bruno Alves     | 27 November 1981   |      |     | Farense              |
| 14 | TV | Alhandra        | 5 March 1979       |      |     | Académica de Coimbra |
| 15 | TĐ | Ariza Makukula  | 4 March 1981       | 14   | 3   | Nantes               |
| 16 | TV | Tiago           | 2 May 1981         |      |     | Braga                |
| 17 | TV | Pedro Mendes    | 26 February 1979   |      |     | Vitória de Guimarães |
| 18 | TĐ | António Semedo  | 1 tháng 6 năm 1979 |      |     | Estrela da Amadora   |
| 19 | TV | Neca            | 31 December 1979   |      |     | Belenenses           |
| 20 | HV | Miguel          | 4 January 1980     |      |     | Benfica              |
| 21 | HV | Paulo Ferreira  | 18 January 1979    |      |     | Vitória de Setúbal   |
| 22 | TM | Ivo             | 4 November 1980    |      |     | Salgueiros           |

### Thụy Sĩ
Huấn luyện viên: Bernard Challandes

| Số | VT | Cầu thủ            | Ngày sinh (tuổi)  | Trận | Bàn | Câu lạc bộ      |
| -- | -- | ------------------ | ----------------- | ---- | --- | --------------- |
| 1  | TM | Nicolas Beney      | 14 September 1980 |      |     | Sion            |
| 2  | HV | Rémo Meyer         | 12 November 1980  | 22   | 1   | Lausanne        |
| 3  | HV | Ludovic Magnin     | 20 April 1979     |      |     | Lugano          |
| 4  | TV | Stéphane Grichting | 30 March 1979     |      |     | Sion            |
| 5  | HV | Stephan Keller     | 31 May 1979       | 4    | 0   | Zürich          |
| 6  | TV | Roman Friedli      | 13 March 1979     | 20   | 0   | Aarau           |
| 7  | TV | Elvir Melunović    | 17 July 1979      | 29   | 4   | Grasshopper     |
| 8  | HV | Reto Zanni         | 9 February 1980   | 23   | 1   | St. Gallen      |
| 9  | TĐ | Daniel Gygax       | 28 August 1981    |      |     | Aarau           |
| 10 | TV | Ricardo Cabanas    | 17 January 1979   |      |     | Grasshopper     |
| 11 | TĐ | Alexander Frei     | 15 July 1979      |      |     | Servette        |
| 12 | TM | Thierry Bally      | 9 September 1979  |      |     | Luzern          |
| 13 | HV | Mario Eggimann     | 24 January 1981   |      |     | Aarau           |
| 14 | HV | Luca Denicola      | 17 April 1981     | 7    | 0   | Grasshopper     |
| 15 | HV | Alain Rochat       | 1 February 1983   |      |     | Yverdon Sport   |
| 16 | TV | Pascal Oppliger    | 1 April 1980      |      |     | Neuchâtel Xamax |
| 17 | TV | Ivan Previtali     | 22 October 1979   |      |     | Kriens          |
| 18 | TV | Mario Raimondi     | 10 July 1980      | 4    | 0   | Thun            |
| 19 | TĐ | Johann Berisha     | 6 September 1979  | 12   | 1   | Young Boys      |
| 20 | TĐ | Rainer Bieli       | 22 February 1979  |      |     | St. Gallen      |
| 21 | TĐ | André Muff         | 28 January 1981   | 27   | 8   | Luzern          |
| 22 | TM | Reto Bolli         | 2 March 1979      |      |     | Schaffhausen    |

## Bảng 2

### Bỉ
Huấn luyện viên: Jean-François de Sart

| Số | VT | Cầu thủ              | Ngày sinh (tuổi)    | Trận | Bàn | Câu lạc bộ      |
| -- | -- | -------------------- | ------------------- | ---- | --- | --------------- |
| 1  | TM | Jean-François Gillet | 31 May 1979         |      |     | Bari            |
| 2  | HV | Wouter Vrancken      | 3 February 1979     |      |     | Racing Genk     |
| 3  | HV | Jonas De Roeck       | 20 December 1979    |      |     | Royal Antwerp   |
| 4  | HV | Birger Maertens      | 6 April 1980        |      |     | Club Brugge     |
| 5  | HV | Vincent Lachambre    | 6 November 1980     |      |     | Roda JC         |
| 6  | TV | Sven Vandenbroeck    | 22 September 1979   |      |     | Roda JC         |
| 7  | TV | Davy Theunis         | 28 January 1980     |      |     | Beveren         |
| 8  | TV | Kevin Van Dessel     | 9 April 1979        |      |     | Roda JC         |
| 9  | TĐ | Björn De Wilde       | 1 May 1979          |      |     | Eendracht Aalst |
| 10 | TĐ | Tom Soetaers         | 21 July 1980        |      |     | Roda JC         |
| 11 | TV | Christophe Grégoire  | 20 April 1980       |      |     | Mouscron        |
| 12 | TM | Olivier Renard       | 24 May 1979         |      |     | Standard Liège  |
| 13 | HV | Stefan Teelen        | 10 April 1979       |      |     | Racing Genk     |
| 14 | HV | Önder Turacı         | 14 July 1981        |      |     | La Louviere     |
| 15 | TV | Tim Reigel           | 28 October 1980     |      |     | Eendracht Aalst |
| 16 | TĐ | Thomas Chatelle      | 31 March 1981       |      |     | Racing Genk     |
| 17 | TV | Peter Delorge        | 14 April 1980       |      |     | Sint-Truidense  |
| 18 | TV | Gonzague Vandooren   | 19 August 1979      |      |     | Standard Liège  |
| 19 | TV | Grégory Dufer        | 19 December 1981    |      |     | Charleroi       |
| 20 | TV | Koen Daerden         | 8 March 1982        |      |     | Racing Genk     |
| 21 | TĐ | Stein Huysegems      | 16 tháng 6 năm 1982 |      |     | Lierse          |
| 22 | TM | Cliff Mardulier      | 22 September 1982   |      |     | Lierse          |

### Cộng hòa Séc
Huấn luyện viên:  Miroslav Beránek

| Số | VT | Cầu thủ          | Ngày sinh (tuổi)    | Trận | Bàn | Câu lạc bộ     |
| -- | -- | ---------------- | ------------------- | ---- | --- | -------------- |
| 1  | TM | Jaroslav Drobný  | 18 October 1979     |      |     | Panionios      |
| 2  | HV | Martin Jiránek   | 25 May 1979         |      |     | Reggina        |
| 3  | HV | Martin Horák     | 16 September 1980   |      |     | Sigma Olomouc  |
| 4  | TV | Petr Voříšek     | 19 March 1979       |      |     | Teplice        |
| 5  | HV | Zdeněk Grygera   | 14 May 1980         |      |     | Sparta Prague  |
| 6  | HV | Václav Drobný    | 9 September 1980    |      |     | Chmel Blšany   |
| 7  | TV | David Kobylík    | 27 tháng 6 năm 1981 |      |     | Sigma Olomouc  |
| 8  | TĐ | Milan Baroš      | 28 October 1981     |      |     | Liverpool      |
| 9  | TV | Lukáš Zelenka    | 5 October 1979      |      |     | Sparta Prague  |
| 10 | TV | Štěpán Vachoušek | 26 July 1979        |      |     | Teplice        |
| 11 | TV | Michal Pospíšil  | 3 May 1979          |      |     | Sparta Prague  |
| 12 | TĐ | Tomáš Jun        | 17 January 1983     |      |     | Sparta Prague  |
| 13 | TV | Karel Piták      | 28 January 1980     |      |     | Hradec Králové |
| 14 | HV | David Rozehnal   | 5 July 1980         |      |     | Sigma Olomouc  |
| 15 | TV | Jan Polák        | 14 March 1981       |      |     | Brno           |
| 16 | TM | Petr Čech        | 20 May 1982         |      |     | Sparta Prague  |
| 17 | HV | Tomáš Hübschman  | 4 September 1981    |      |     | Sparta Prague  |
| 18 | TĐ | Libor Žůrek      | 2 November 1979     |      |     | Baník Ostrava  |
| 19 | TĐ | Rudolf Skácel    | 17 July 1979        |      |     | Hradec Králové |
| 20 | TV | Radoslav Kováč   | 27 November 1979    |      |     | Sigma Olomouc  |
| 21 | TV | Tomáš Hrdlička   | 17 February 1982    |      |     | Slavia Prague  |
| 22 | TM | Aleš Chvalovský  | 29 May 1979         |      |     | Chmel Blšany   |

### Pháp
Huấn luyện viên: Raymond Domenech

| Số | VT | Cầu thủ             | Ngày sinh (tuổi)    | Trận | Bàn | Câu lạc bộ    |
| -- | -- | ------------------- | ------------------- | ---- | --- | ------------- |
| 1  | TM | Mickaël Landreau    | 14 May 1979         |      |     | Nantes        |
| 2  | HV | Anthony Réveillère  | 10 November 1979    |      |     | Rennes        |
| 3  | HV | Julien Escudé       | 17 August 1979      |      |     | Rennes        |
| 4  | HV | Jean-Alain Boumsong | 14 December 1979    |      |     | Auxerre       |
| 5  | TV | Mathieu Berson      | 23 February 1980    |      |     | Nantes        |
| 6  | HV | Jérémie Bréchet     | 14 August 1979      |      |     | Lyon          |
| 7  | TV | Olivier Sorlin      | 9 April 1979        |      |     | Montpellier   |
| 8  | TV | Julien Sable        | 11 September 1980   |      |     | Saint-Étienne |
| 9  | TĐ | Sidney Govou        | 27 July 1979        |      |     | Lyon          |
| 10 | TV | Steed Malbranque    | 6 January 1980      |      |     | Fulham        |
| 11 | TĐ | Péguy Luyindula     | 25 May 1979         |      |     | Lyon          |
| 12 | HV | Sylvain Armand      | 1 August 1980       |      |     | Nantes        |
| 13 | TĐ | Pierre-Alain Frau   | 15 April 1980       |      |     | Sochaux       |
| 14 | HV | Matthieu Delpierre  | 26 April 1981       |      |     | Lille         |
| 15 | HV | Philippe Mexès      | 30 March 1982       |      |     | Auxerre       |
| 16 | TM | Damien Gregorini    | 2 March 1979        |      |     | Marseille     |
| 17 | HV | David Di Tommaso    | 6 October 1979      |      |     | Sedan         |
| 18 | TV | Benoît Pedretti     | 12 November 1980    |      |     | Sochaux       |
| 19 | TV | Camel Meriem        | 18 October 1979     |      |     | Sochaux       |
| 20 | TV | Lionel Mathis       | 4 October 1981      |      |     | Auxerre       |
| 21 | TĐ | Cyril Chapuis       | 21 March 1979       |      |     | Marseille     |
| 22 | TM | Rémy Vercoutre      | 26 tháng 6 năm 1980 |      |     | Montpellier   |

### Hi Lạp
Huấn luyện viên: Andreas Michalopoulos

| Số | VT | Cầu thủ                  | Ngày sinh (tuổi)    | Trận | Bàn | Câu lạc bộ     |
| -- | -- | ------------------------ | ------------------- | ---- | --- | -------------- |
| 1  | TM | Stefanos Kotsolis        | 5 tháng 6 năm 1979  |      |     | Panathinaikos  |
| 2  | TV | Christos Patsatzoglou    | 19 March 1979       |      |     | Olympiacos     |
| 3  | HV | Kostas Louboutis         | 10 tháng 6 năm 1979 |      |     | Aris           |
| 4  | TV | Konstantinos Katsouranis | 21 tháng 6 năm 1979 |      |     | Panachaiki     |
| 5  | HV | Efstathios Tavlaridis    | 25 January 1980     |      |     | Arsenal        |
| 6  | HV | Sotirios Kyrgiakos       | 23 July 1979        |      |     | Panathinaikos  |
| 7  | TĐ | Ioannis Amanatidis       | 3 December 1981     |      |     | Greuther Fürth |
| 8  | HV | Giourkas Seitaridis      | 4 tháng 6 năm 1981  |      |     | Panathinaikos  |
| 9  | TĐ | Dimitrios Papadopoulos   | 20 October 1981     |      |     | Burnley        |
| 10 | TV | Giorgos Theodoridis      | 3 July 1980         |      |     | Aris           |
| 11 | TĐ | Georgios Kazantzis       | 2 February 1979     |      |     | Aris           |
| 12 | TM | Giannis Liourdis         | 22 February 1979    |      |     | Paniliakos     |
| 13 | HV | Evangelois Nastos        | 13 September 1980   |      |     | PAOK           |
| 14 | HV | Giorgos Kyriazis         | 28 February 1980    |      |     | Iraklis        |
| 15 | TĐ | Angelos Charisteas       | 9 February 1980     |      |     | Aris           |
| 16 | TM | Nikolaos Anastasopoulos  | 5 August 1979       |      |     | Skoda Xanthi   |
| 17 | TV | Pantelis Kafes           | 24 tháng 6 năm 1978 |      |     | PAOK           |
| 18 | TĐ | Dimitris Salpingidis     | 10 August 1981      |      |     | PAOK           |
| 19 | HV | Minas Pitsos             | 8 October 1980      |      |     | OFI Crete      |
| 20 | TV | Anestis Agritis          | 16 April 1981       |      |     | Egaleo         |
| 21 | TV | Lambros Vangelis         | 2 February 1982     |      |     | Siena          |
| 22 | HV | Spyros Vallas            | 26 August 1981      |      |     | Skoda Xanthi   |